# إدسون غاوتشو
إدسون غاوتشو (بالبرتغالية: Edson Gaúcho) هو مدرب كرة قدم ولاعب كرة قدم برازيلي في مركز الدفاع، ولد في 6 يونيو 1955 في كاكسياس دو سول في البرازيل. لعب مع نادي جوفنتودي ونادي ريو أفي ونادي لوزان.